# سارا استیوارت (بازیگر)
سارا استیوارت (انگلیسی: Sara Stewart؛ زادهٔ ۲۸ ژوئن ۱۹۶۶) بازیگر اهل بریتانیا است. وی از سال ۱۹۹۰ میلادی تاکنون مشغول فعالیت بوده‌است.
از فیلم‌ها یا برنامه‌های تلویزیونی که وی در آن نقش داشته‌است، می‌توان به شهر هالبی، رابین هود، ایست‌اندرز، آقای سلفریج، دکتر فاستر، تلفات، پوآرو، بتمن آغاز می‌کند، بهترین هتل عجیب مریگولد، خانم براون، صورت یک فرشته، مدیر شب، خون‌بهای میلیونر، ان‌سی‌اس: تعقیب و جابه‌جایی شاهدخت اشاره کرد.